# Добрача
 Тази статия е за селото в Северна Македония.  За селото в Сърбия вижте Добрача (Община Крагуевац).  
Добрача или Одобрача (на македонска литературна норма: Добрача) е село в Северна Македония, в община Старо Нагоричане.

## География
Селото е разположено в областта Средорек.

## История
Църквата „Света Троица“ е от XVII век. В края на ΧΙΧ век Добрача е малко българско село в Кумановска каза на Османската империя. Според статистиката на Васил Кънчов („Македония. Етнография и статистика“) от 1900 г. Одобрача е населявано от 150 жители българи християни.
По-голямата част от населението на селото е под върховенството на Българската екзархия. Според патриаршеския митрополит Фирмилиан в 1902 година в селото има 16 сръбски патриаршистки къщи. По данни на секретаря на екзархията Димитър Мишев („La Macédoine et sa Population Chrétienne“) в 1905 година в Добрача има 176 българи екзархисти и 48 българи патриаршисти сърбомани и 30 цигани. Според секретен доклад на българското консулство в Скопие 12 от 18 къщи в селото през 1903 година под натиска на сръбската пропаганда в Македония признават Цариградската патриаршия.
Според преброяването от 2002 година селото има 76 жители.
| Националност     | Всичко |
| северномакедонци | 75     |
| албанци          | 0      |
| турци            | 0      |
| роми             | 0      |
| власи            | 0      |
| сърби            | 1      |
| бошняци          | 0      |
| други            | 0      |